# Augusto Fernandes
Augusto Fernandes (* 12. März 1937 oder 29. November 1939 in Portugal; † 18. Dezember 2018 in Buenos Aires) war ein argentinischer Theaterregisseur und Leiter einer Schauspielschule in Buenos Aires.

## Leben
Fernandes emigrierte mit seinen Eltern nach Buenos Aires. Bereits als Fünfjähriger besuchte er dort eine Theaterschule und übernahm ab dem siebenten Lebensjahr kleine Theater- und Filmrollen. 1955 schloss er sich der Bewegung Unabhängiges Theater an, seit 1961 war er auch als Regisseur tätig. 1968 gründete Fernandes die experimentelle Theatergruppe E.T.E.B.A. (Equipo de Teatro Experimental des Buenos Aires). Mit seiner Inszenierung von 1970 La Leyenda de Pedro frei nach Peer Gynt wurde das Ensemble 1971 nach Nancy und Florenz eingeladen.
Seit 1973 arbeitete Fernandes primär in Deutschland und widmete sich ausschließlich der Regiearbeit und dem Schauspielertraining. 1973 inszenierte er am Schauspiel Frankfurt Traum und Leben des Prinzen Sigismund nach Calderón, 1974 die Barbarische Komödie nach Valle-Inclán, 1975 Heinrich IV. von Pirandello. Bei Peter Zadek am Schauspielhaus Bochum inszenierte er 1974 Dona Rosita von Lorca, 1975 Der große Zenobia nach Calderón. Es folgten Arbeiten, die aus Gruppenimprovisationen entstanden: Atlantis (1996) und Der Admiral von der traurigen Gestalt (1978). 1979 eröffnete er mit Lew Bogdan in Nancy das Institut Européen de l’Acteur, das sich der Fortbildung professioneller Schauspieler widmet.
Am Schauspielhaus Hamburg kehrte er zum Literaturtheater zurück, das mit Improvisationen angereichert wird, wie bei Shakespeares Perikles (1981) und Der Groß-Cophta von Goethe (1982). Er arbeitete am Schillertheater in Berlin (Das große Welttheater von Calderón 1988, Ein Traumspiel von August Strindberg 1989). 1993 inszenierte er an der Staatsoper Unter den Linden Rigoletto von Verdi, musikalische Leitung Daniele Gatti.
Fernandes hat mit vielen bedeutenden Schauspielern wie Peter Roggisch, Hannelore Hoger, Imogen Kogge, Uwe Bohm oder Sepp Bierbichler gearbeitet.
Seit 1981 hielt er sich wieder häufiger in Argentinien auf. 1988 feierte in Buenos Aires am dortigen Teatro Nacional Cervantes seine Inszenierung Reflejos de una vieja leyenda: Fausto Premiere. Nachdem er jahrzehntelang an internationalen Instituten unterrichtet hatte, gründete Fernandes 1996 in Buenos Aires eine eigene Schule für Schauspieler und Regisseure.